# Relations entre la Corée du Sud et l'Inde
Les relations entre la Corée du Sud et l'Inde sont relativement solides depuis 2 000 ans, bien que davantage de progrès aient été réalisés au cours des trois dernières décennies. La Corée et l'Inde partagent de nombreuses similitudes dans tous les aspects. Depuis l'établissement officiel des relations diplomatiques entre les deux pays en 1973, plusieurs accords commerciaux ont été conclus.
Une grande partie des investissements économiques de la Corée du Sud sont drainés en Chine ; cependant, la Corée du Sud est actuellement la cinquième source d'investissement en Inde. Le commerce entre les deux pays a augmenté de façon exponentielle, comme en témoignent les 530 millions de dollars de l'exercice 1992-1993 et les 10 milliards de dollars en 2006-2007. Il a encore augmenté pour atteindre 17,6 milliards de dollars en 2013.

## Histoire

### Établissement de relations diplomatiques
À la fin des années 80, la sphère publique et politique coréenne reconnaît que le développement des relations avec l'Inde devrait être une priorité économique et politique majeure pour la Corée du Sud. Dans le Times of India, l'ancien président coréen Roh Tae-woo exprime son opinion selon laquelle la coopération entre les concepteurs de logiciels indiens et les industries informatiques coréennes apporterait des résultats fructueux. Les deux pays conviennent de se concentrer sur la révision des politiques de visas entre les deux pays, l'expansion du commerce et l'établissement d'un accord de libre-échange pour encourager de nouveaux investissements entre les deux pays. Des sociétés coréennes telles que LG et Samsung établissent des installations de fabrication et de service en Inde, et plusieurs sociétés de construction coréennes remportent des subventions pour une partie des nombreux plans de construction d'infrastructures en Inde, comme le National Highways Development Project (en). L'achat par Tata Motors de véhicules commerciaux de Daewoo au coût de 102 millions de dollars américains met en évidence les investissements de l'Inde en Corée, qui consistent principalement à de la sous-traitance.

### Crise asiatique de 1997
Pendant la crise financière asiatique de 1997, les entreprises sud-coréennes cherchent à élargir l'accès aux marchés mondiaux et commencent à investir dans le commerce avec l'Inde.

### Progrès plus récents
Les relations entre la Corée du Sud et l'Inde font de grands progrès et deviennent multidimensionnelles, stimulées par une convergence importante des intérêts, une bonne volonté mutuelle et des échanges de haut niveau. Le président A.P.J. Abdul Kalam effectue, en février 2006, une visite d'État en Corée du Sud qui annonce une nouvelle phase dynamique dans les relations entre la Corée du Sud et l'Inde. Cela conduit notamment au lancement d'un groupe de travail conjoint pour conclure un accord bilatéral de partenariat économique global (CEPA), qui est signé par la ministre du Commerce et de l'Industrie Shri Anand Sharma à Séoul le 7 août 2009. Le président Lee Myung-bak effectue une visite historique en Inde, en tant qu'invité en chef lors des célébrations de la fête de la République le 26 janvier 2010, lorsque les relations bilatérales sont élevées au niveau du partenariat stratégique. Le Premier ministre de l'Inde Manmohan Singh visite Séoul du 10 au 12 novembre 2010 pour le Sommet du G20. La présidente indienne Pratibha Patil effectue une visite d'État en Corée du Sud du 24 au 27 juillet 2011 au cours de laquelle l'accord de coopération dans le domaine de l'énergie nucléaire civile est signé. Manmohan Singh effectue ensuite une nouvelle visite officielle à Séoul du 24 au 27 mars 2012, dans le cadre des sommets sur la sécurité nucléaire, qui conduit à l'approfondissement du partenariat stratégique bilatéral forgé lors de la visite du président Lee Myung-bak en Inde et la signature d'une déclaration conjointe. Un accord sur la simplification des visas est signé le 25 mars 2012 en présence des deux dirigeants à la Maison Bleue. 
L'ancienne présidente sud-coréenne Park Geun-hye s'est rendue en Inde en 2014. En juillet 2018, son successeur Moon Jae-in et le Premier ministre indien Narendra Modi inaugurent conjointement l'usine d'assemblage de smartphones de Samsung Electronics à Noida, la plus grande usine de ce type au monde.

## Échanges

### Culture

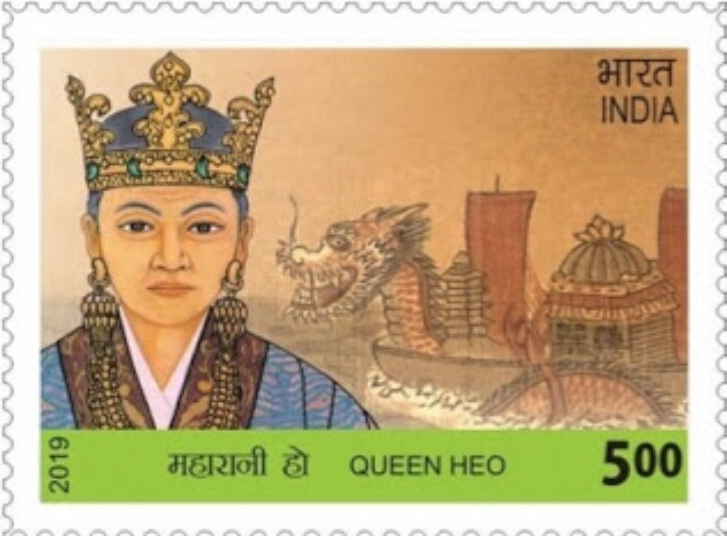
Portrait de la reine coréenne Heo Hwang-ok d'origine indienne sur un timbre indien.

Le fait que les habitants du sous-continent indien connaissaient avant la fin de l'Antiquité les coutumes et les croyances coréennes est amplement attesté par les documents du pèlerin bouddhiste chinois Yi Jing qui est arrivé en Inde en 673. Yi Jing écrit que les Indiens considéraient les Coréens comme des « adorateurs du coq ». Ce concept sur les Coréens est fondé sur une légende de la dynastie Silla. La légende raconte qu'en l'an 65 de notre ère, le roi Silla Talhae a été informé d'une boîte dorée gisant dans la forêt voisine. Il enquête personnellement et découvre qu'une boîte dorée, resplendissante de lumière divine, est suspendue à une branche d'un arbre. Sous l'arbre, un coq chantait et lorsque la boîte a été ouverte, un beau garçon a été trouvé à l'intérieur. Le garçon a été nommé « Al-chi » signifiant enfant et a reçu le nom de famille « Kim » pour signifier son émergence de la boîte dorée. Le roi nomme officiellement le garçon comme son propre fils et prince héritier. Lorsque Kim Al-chi est monté sur le trône, Silla est appelée « Kyerim », ce qui signifie « coq-forêt », évidemment parce qu'un coq s'était entassé sous l'arbre où il s'était couché dans la boîte. 
Un mémorial de Heo Hwang-ok, reine coréenne d'origine indienne du Ier siècle, est inauguré en 2001 par une délégation coréenne dans la ville d'Ayodhya en Inde, qui comprenait plus d'une centaine d'historiens et de représentants du gouvernement. En 2016, une délégation coréenne propose de développer le mémorial. La proposition a été acceptée par Akhilesh Yadav, ministre en chef de l'Uttar Pradesh.
Hyecho, un moine bouddhiste coréen de Silla, l'un des Trois Royaumes de Corée, est un célèbre visiteur coréen en Inde. Sur les conseils de ses professeurs indiens en Chine, il part pour l'Inde en l'an 723 pour se familiariser avec la langue et la culture du pays bouddhiste. Il écrit un récit de voyage de son voyage en chinois, Wang ocheonchukguk jeon (« Un récit de voyage dans les cinq royaumes indiens »). Une copie du texte est retrouvée parmi les manuscrits de Dunhuang au début du XXe siècle.
La Commission mixte Corée du Sud-Inde pour la coopération bilatérale est créée en février 1996. Un centre culturel indien est créé en Corée du Sud en avril 2011 et le Festival de l'Inde en Corée est inauguré par Karan Singh, président du Conseil indien des relations culturelles le 30 juin 2011. Il est célébré pendant 8 mois afin de revitaliser les relations culturelles entre les deux pays.

### Commerce
La Corée du Sud et l'Inde ont établi plusieurs accords commerciaux depuis l'établissement de leurs relations diplomatiques : 
- accord sur la promotion du commerce et la coopération économique et technologique en 1974 ;
- accord sur la coopération scientifique et technologique en 1976 ;
- convention sur la double imposition en 1985 ;
- accord bilatéral de promotion et de protection des investissements en 1996 ;
- accord de libre-échange en 2009.

La communauté indienne en Corée du Sud est estimée à environ 8 000 personnes. Sa composition comprend des hommes d'affaires, des professionnels de l'informatique, des scientifiques, des chercheurs, des étudiants et des ouvriers. Dans les années 2010, on compte environ 150 hommes d'affaires travaillant principalement dans le textile ; plus de 1000 professionnels et ingénieurs informatiques sont récemment installés en Corée du Sud et travaillent dans diverses entreprises, y compris de grands conglomérats tels que Samsung et LG ; environ 500 scientifiques et chercheurs post-doctoraux en Corée du Sud travaillent dans des institutions prestigieuses.